# Sornetan
Sornetan (toponimo francese; in tedesco Sornetal, desueto) è una frazione di 139 abitanti del comune svizzero di Petit-Val, nel Canton Berna (regione del Giura Bernese, circondario del Giura Bernese).

## Storia

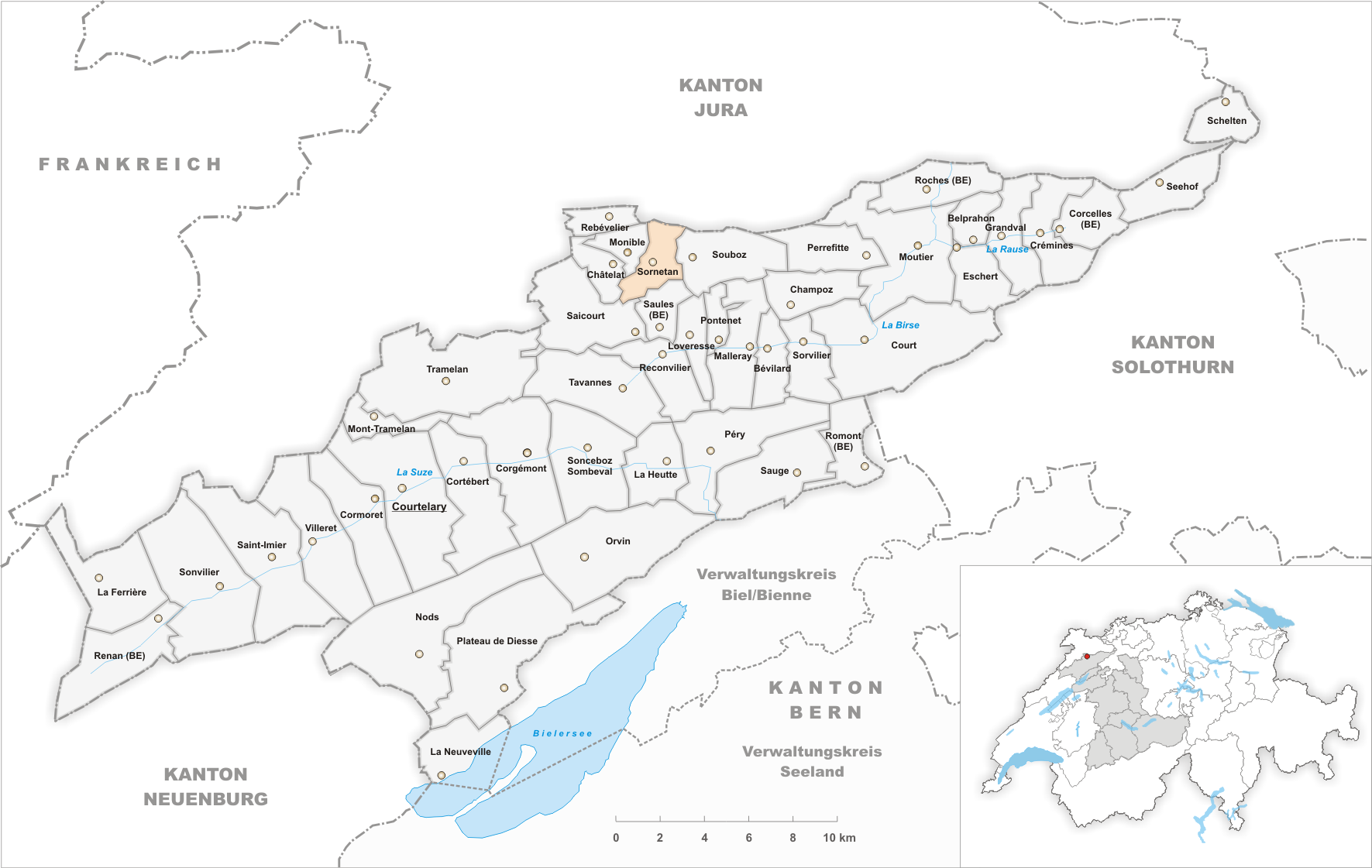
Il territorio del comune di Sornetan prima degli accorpamenti comunali del 2015

Già comune autonomo che si estendeva per 5,62 km², il 1º gennaio 2015 è stato accorpato agli altri comuni soppressi di Châtelat, Monible e Souboz per formare il nuovo comune di Petit-Val.

## Monumenti e luoghi d'interesse

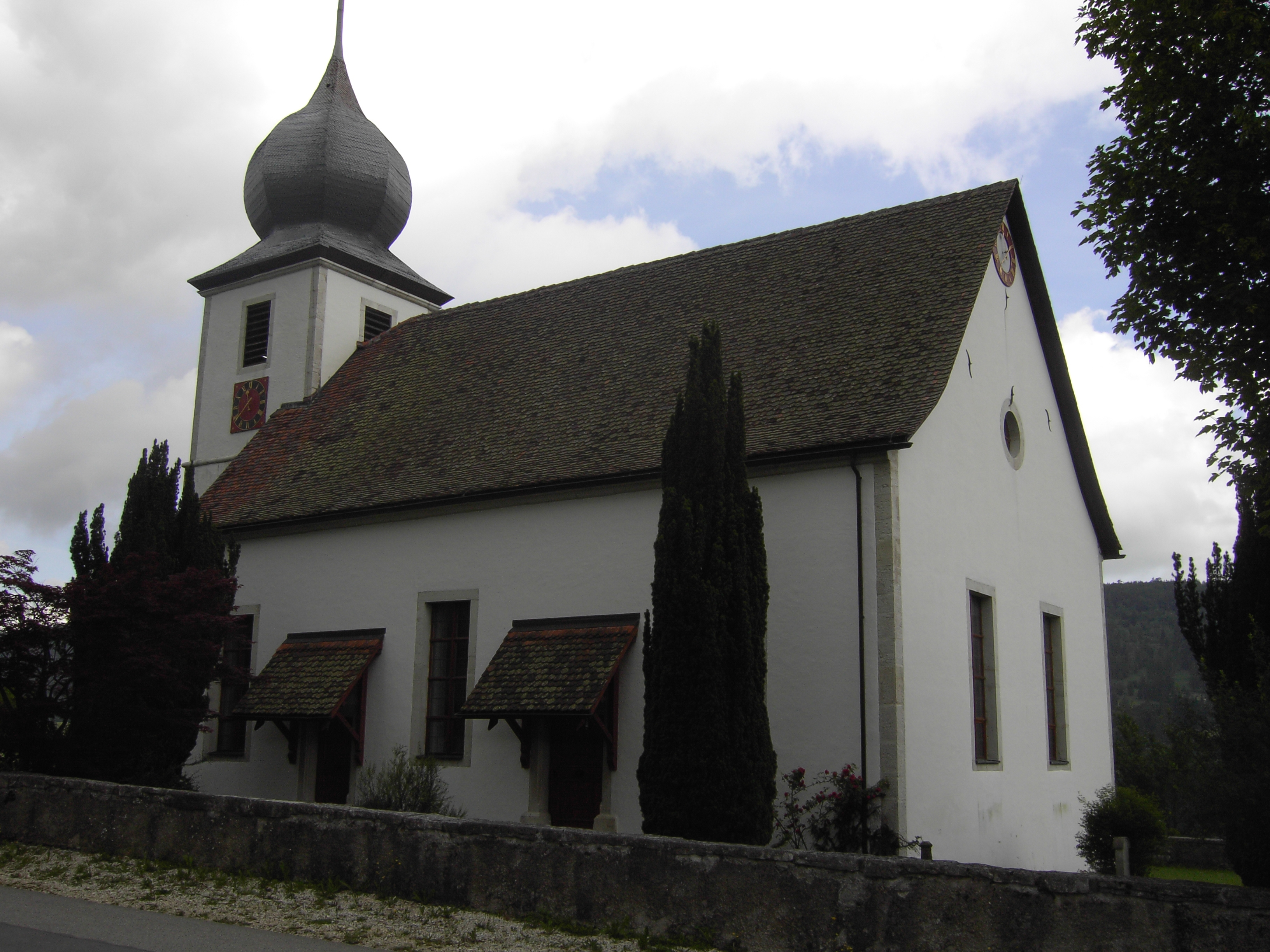
La chiesa riformata

- Chiesa riformata, eretta nel 1708-1709[1].

## Società

### Evoluzione demografica
L'evoluzione demografica è riportata nella seguente tabella:
Abitanti censiti

## Amministrazione
Dal 1853 comune politico e comune patriziale erano uniti nella forma del commune mixte.